# Celadas
Celadas è un comune spagnolo di 396 abitanti situato nella comunità autonoma dell'Aragona.